# Phonicocleptes busiris
Phonicocleptes busiris är en tvåvingeart som beskrevs av Lynch Arribalzaga 1881. Phonicocleptes busiris ingår i släktet Phonicocleptes och familjen rovflugor. Inga underarter finns listade i Catalogue of Life.